# Stephanie Pieper
Stephanie Pieper (* 1972/1973 in Nordhorn) ist eine deutsche Journalistin und Medienmanagerin. Seit April 2021 ist sie Programmchefin von rbb24 Inforadio und Abteilungsleiterin Multimediale Information sowie seit März 2025 kommissarische Chefredakteurin des Rundfunks Berlin-Brandenburg.

## Leben
Pieper wuchs in Bremen auf. Sie absolvierte ein Studium der Publizistikwissenschaft, Neuen Geschichte und Politikwissenschaft in Berlin, Coleraine und Bloomington, gefolgt von einem Volontariat an der Berliner Journalistenschule. 2000 wurde Pieper freie Mitarbeiterin beim Inforadio, zum damaligen Zeitpunkt ein Kooperationsprodukt des Ostdeutschen Rundfunks Brandenburg und dem Sender Freies Berlin. In den folgenden Jahren war sie für den Sender, der 2003 Teil des Rundfunks Berlin-Brandenburg wurde, als Reporterin, Redakteurin und Moderatorin tätig.
2007 wechselte Pieper in die Intendanz des rbb und war bis 2009 als persönliche Referentin von Intendantin Dagmar Reim tätig, ehe sie 2010 die Leitung der Intendanz übernahm. Diesen Posten teilte sie sich mit Susann Lange im Rahmen eines Job-Sharing-Modells, parallel zu dieser Tätigkeit war Pieper auch weiterhin als Redakteurin beim Inforadio tätig. Für den Kurzbeitrag Das Jahr des Rettungsschirms wurde Pieper 2011 mit dem Ernst-Schneider-Preis in der Kategorie Hörfunk ausgezeichnet. 2014 wechselte Pieper in das ARD-Studio London, wo sie in den folgenden vier Jahren als Radiokorrespondentin tätig war. Zum Jahresbeginn 2018 verließ sie den rbb und übernahm beim Norddeutschen Rundfunk die Leitung der Hauptredaktion „Kulturelles Wort“ von NDR Kultur. Beim NDR war sie als stellvertretende Programmchefin von NDR Kultur zudem an der Konzeption und Vorbereitung der Umstrukturierung des crossmedialen Programmbereichs Kultur beteiligt.
Zum April 2021 kehrte Pieper zum rbb zurück, wo sie als Nachfolgerin von David Biesinger den Posten der Programmchefin des rbb24 Inforadios sowie die Leitung der Abteilung „Multimediale Information“ übernahm. In dieser Funktion verantwortet sie neben der Redaktion des Inforadios zudem die Redaktionen von rbb24.de, rbb24 Recherche und den crossmedialen Themendesk. Nach dem Rücktritt Biesingers vom Posten des rbb-Chefredakteurs im März 2025 übernahm Pieper kommissarisch diesen Posten und bekleidet ihn bis zu einer Neubesetzung.